# Paul Guillaume

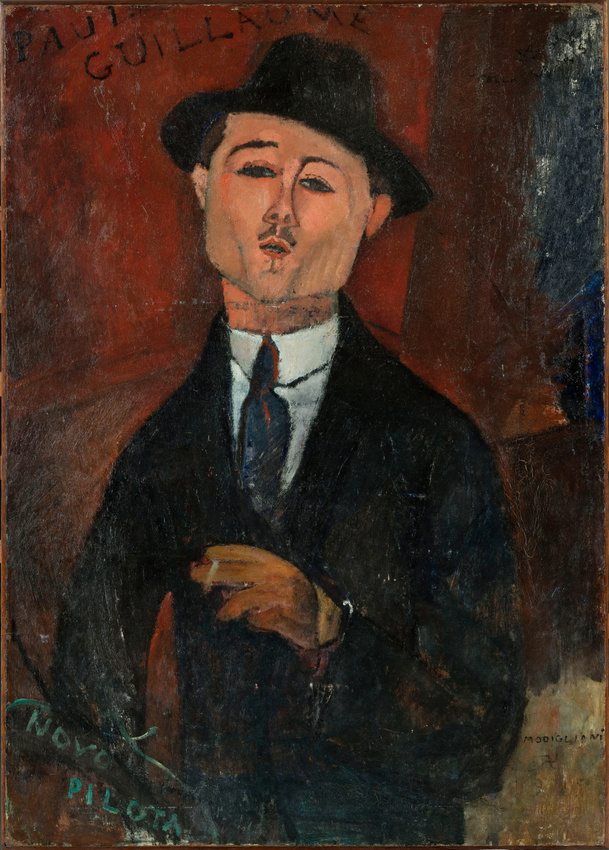
Amedeo Modigliani, Paul Guillaume – Novo Pilota, 1915, Musée de l’Orangerie

Paul Guillaume (* 28. November 1891 in Paris; † 1. Oktober 1934 ebenda) war ein französischer Kunsthändler und -sammler. In den 1920er Jahren unterhielt er die bekannteste Galerie für zeitgenössische Kunst in Paris. Seine Sammlung moderner Kunst befindet sich im Musée de l’Orangerie in Paris.

## Biografie

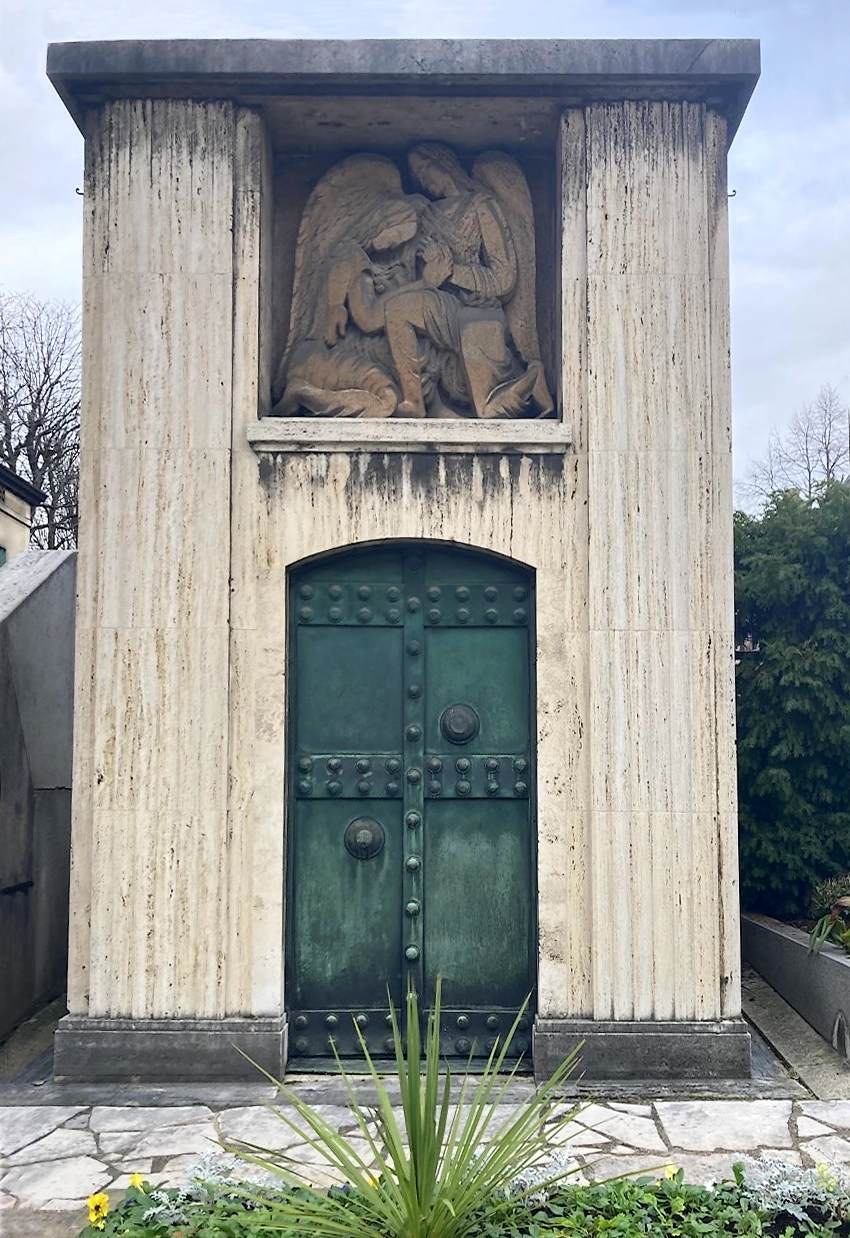
Grab in Paris.

Guillaume stammte aus einfachen Verhältnissen. Anfänglich arbeitete er in einer Werkstatt für luxuriöse Automobile, interessierte sich früh für Kunst und Literatur und verkaufte afrikanische Kunstwerke. 1914 eröffnete er eine kleine Galerie in der Rue de Miromesnil, nahe der Rue du Faubourg Saint-Honoré, und lernte durch Apollinaire zahlreiche Künstler kennen. So nahm er bereits 1914 Amedeo Modigliani unter Vertrag und organisierte die erste Retrospektive über Michail Larionow und Natalija Gontscharowa (als sich beide aus dem Neoprimitivismus zugunsten des Rayonismus weiterentwickelten).
Er verkörperte schnell einen neuen Typus des Kunsthändlers. Es ging ihm nicht nur um die pure Vermittlung zwischen Künstler und Kunde, sondern auch um die mentale und materielle Unterstützung der von ihm repräsentierten Künstler. Dieses Selbstverständnis war zu dieser Zeit sehr außergewöhnlich und wurde nur von wenigen anderen Kunsthändlern wie Paul Durand-Ruel und Ambroise Vollard praktiziert. Dies brachte Guillaume ein hohes Ansehen bei den Künstlern ein, was Amedeo Modigliani in einem der drei Porträts, die er 1914/15 von Guillaume anfertigte, zum Ausdruck brachte: er titulierte ihn als „Novo Pilota“ („neuer Steuermann“). Er war ein Fürsprecher der modernen Kunst und versuchte diese seinen Zeitgenossen nah zu bringen.

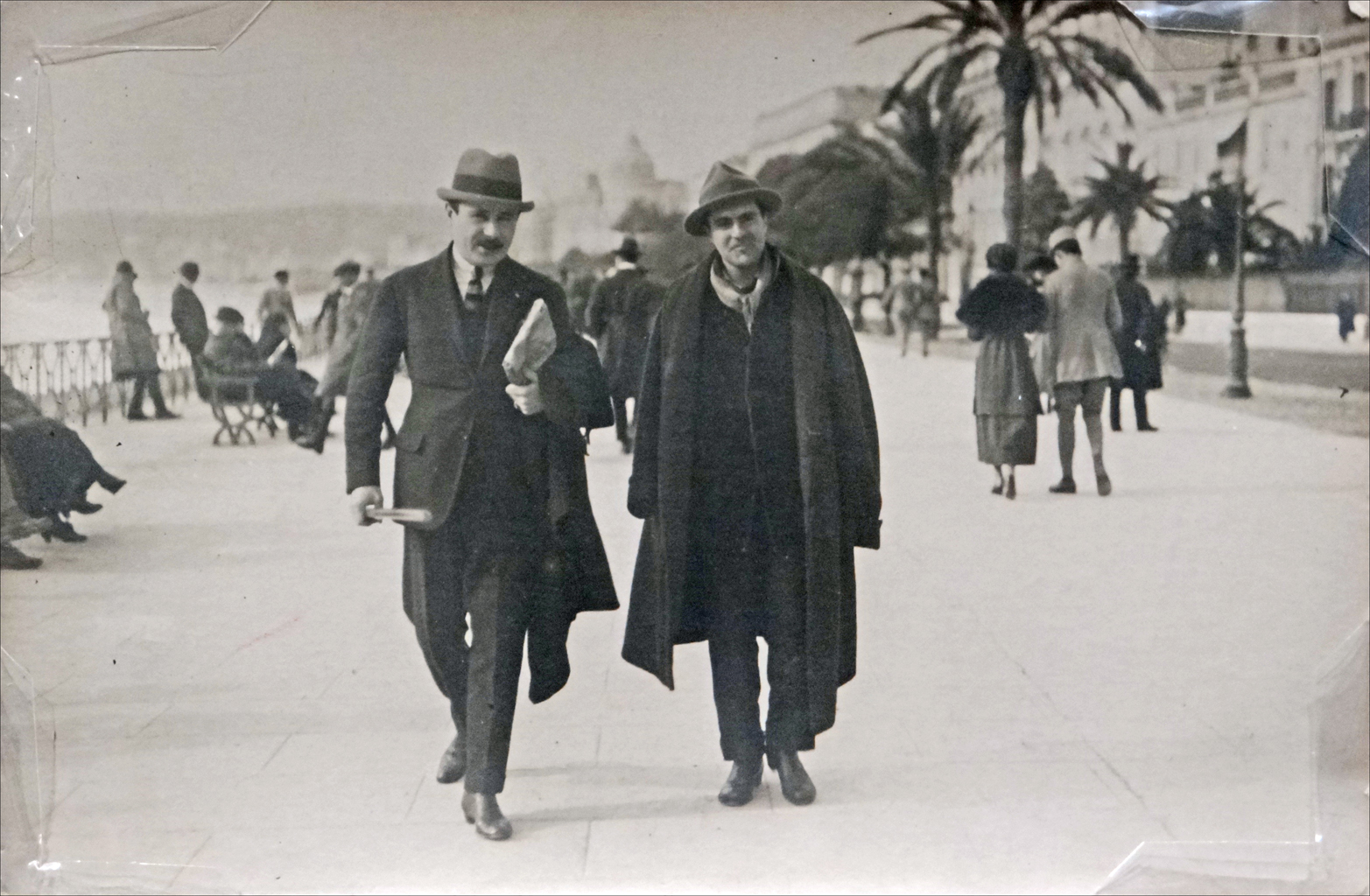
Paul Guillaume und Amedeo Modigliani in Nizza, Fotograf unbekannt, 1917

Seine Galerie zog 1920 in die prestigeträchtige Rue La Boétie. Sie war eine der führenden Galerien für moderne Kunst in Paris. Er repräsentierte viele Künstler der École de Paris, wie Rodolphe Bolliger, André Derain, Giorgio de Chirico, Amedeo Modigliani und stellte auch Pablo Picasso und Henri Matisse aus. Albert C. Barnes, der Sammler und Gründer der Barnes Foundation, erkor Guillaume zu seinem „Hauptlieferanten“ aus. Außerdem legte sich Guillaume im Lauf der Jahre selbst eine große Kunstsammlung zu. 
Paul Guillaume starb 1934 vorzeitig an einer Bauchfellentzündung, die durch eine unbehandelte Blinddarmentzündung verursacht worden war. Sein früher Tod mit 43 Jahren verhinderte den Traum, die eigene Sammlung, die u. a. Werke von Matisse, Picasso, Cézanne, Renoir, de Chirico und Modigliani umfasste, in ein Museum moderner Kunst zu überführen. Er entschied allerdings, dass seine Sammlung dem Louvre überlassen werden sollte. Seine Witwe Domenica, die den Architekten Jean Walter in zweiter Ehe heiratete, führte die Sammlungen ihrer beiden Ehemänner später zusammen, und nach langen Verhandlungen wurden sie vom französischen Staat 1959 und 1963 erworben. Domenica wurde des Mordes an Paul Guillaume verdächtigt, der früh und unter letztlich ungeklärten Umständen starb. Einige spekulieren, dass sie von allen Anklagen freigesprochen wurde als Gegenleistung dafür, dass sie die Sammlung nach ihrem Tod dem französischen Staat übergeben würde.
Als Ausstellungsort wurde das Musée de l’Orangerie, das damals unter Verwaltung des Louvre stand, ausgewählt. Um die 144 Gemälde ausstellen zu können, mussten erst umfangreiche Umbauarbeiten durchgeführt werden. 1984 war die Sammlung Guillaume-Walter dort erstmals zu sehen.
Dem Verhältnis von Guillaume zu Modigliani widmete das Pariser Musée de l'Orangerie zum Jahreswechsel 2023/24 eine thematische Ausstellung.

## Schriften
- Les Sculptures nègres, 1. Auflage 1917.
  - Neuauflage: Hacker Art Books, New York City, USA 1973, ISBN 0-87817-056-1.
- Les Ecrits De Paul Guillaume: Une Esthetique Nouvelle / L'Art Negre / MA Visite a La Fondation / Barnes. Editions Ides et Calendes, ISBN 2-825800511.
- Briefwechsel, Peter Read (Hrsg.): Guillaume Apollinaire, Paul Guillaume. Correspondance 1913–1918. Musée de l’Orangerie, Paris. Gallimard, Paris 2016.[3]